# Aleksandra Markwitz-Bielerzewska
Aleksandra Markwitz-Bielerzewska ps. "Klio" (ur. 14 maja 1919 w Poznaniu, zm. 14 września 2007 w Poznaniu) – harcerka Szarych Szeregów, porucznik rezerwy Armii Krajowej.

## Życiorys
Była córką Marii Markwitz z domu Palacz i poznańskiego lekarza Aleksandra Markwitza, który brał udział w Powstaniu Wielkopolskim. Gdy miała 12 lat wstąpiła do 12. Drużyny Harcerek im. Anny Danysz.
Ukończyła Gimnazjum im. Królowej Jadwigi w Poznaniu i tam zdała maturę. W 1937 roku rozpoczęła studia historyczne na Uniwersytecie Poznańskim. W tym samym roku wstąpiła do Akademickiego Koła Harcerskiego im. Heliodora Święcickiego.
Na przełomie maja i czerwca 1939 roku po powołaniu do Pogotowia Harcerek odbyła kurs szkoleniowy i otrzymała rozkaz, by w razie wybuchu wojny pełnić służbę w miejscu zamieszkania.

### II wojna światowa
Gdy Niemcy wkroczyli do Poznania, udała się do siedziby Akademickiego Koło Harcerskiego, gdzie razem z Krystyną Frysztak zniszczyły dokumenty członków organizacji, by nie wpadły w ręce okupanta.
Brała udział w tajnym nauczaniu. 18 lutego 1944 roku została aresztowana przez Gestapo w swoim domu przy ulicy Wielkiej. Początkowo przewieziona do Domu Żołnierza, następnie do Fortu VII, trafiła w końcu do obozu w Żabikowie pod Poznaniem. Przeszła serię brutalnych przesłuchań, ale nie wyjawiła żadnych istotnych informacji. W Żabikowie spędziła cztery miesiące, następnie pociągiem razem z innymi więźniarkami przetransportowano ją do obozu koncentracyjnego w Ravensbrück. Na miejscu wstąpiła w szeregi konspiracyjnej drużyny harcerskiej "Mury" dowodzonej przez hm. Józefę Kantor. Stamtąd trafiła do obozu pracy w Lipsku, skąd 13 kwietnia 1945 roku wyszła w marszu śmierci. Udało jej się uciec i ciągu miesiąca dotrzeć do Poznania.

### Po wojnie
W 1945 roku powróciła na Uniwersytet Poznański i reaktywowała Akademickie Koło Harcerskie. Po zakończeniu studiów historycznych zaczęła pracować jako nauczycielka w szkole średniej, ale stan zdrowia po obozach koncentracyjnych nie pozwolił jej pozostać w zawodzie.
Od 1948 roku pracowała w Prezydium Miejskiej Rady Narodowej w Poznaniu, w Wydziale Kultury i Oświaty. Należała do redakcji "Kroniki Miasta Poznania". W 1951 roku została zwolniona, a z powodu swoich powiązań z Armią Krajową nie mogła znaleźć pracy w rodzinnym mieście. Wkrótce przeniosła się do Szczecina, gdzie pracowała jako kustoszka w Muzeum Pomorza Zachodniego.
W lipcu 1952 roku wyszła za Dobiesława Bielerzewskiego, z którym wróciła do Poznania. Podjęła pracę w Instytucie Technologii Drewna, gdzie kierowała biblioteką naukową. Pozostała tam do emerytury w 1979 roku.
W 1956 roku wróciła do aktywnej służby harcerskiej. Po 1989 roku objęła funkcję komendantki Środowiska Szarych Szeregów w oddziale poznańskim Światowego Związku Żołnierzy Armii Krajowej.
Pochowana na Cmentarzu Junikowskim w Poznaniu w Kwaterze AK.

## Odznaczenia i upamiętnienia
Została odznaczona Krzyżem Oficerskim i Krzyżem Kawalerskim Orderu Odrodzenia Polski, Krzyżem Armii Krajowej, Krzyżem Oświęcimskim, Medalem Wojska Polskiego i Złotym Krzyżem "Za Zasługi dla ZHP" z Rozetą z Mieczami.
W 2022 roku Rada Miasta Poznania ustanowiła ją patronką ulicy na Starołęce.